# Duncan Trussell
Charles Duncan Trussell (ur. 20 kwietnia 1974 w Asheville) – amerykański aktor, aktor głosowy i stand-uper, znany ze swojego podcastu The Duncan Trussell Family Hour, występów w podcastach Joe Rogan Experience i Joe Rogan Questions Everything oraz serialu animowanego Netflix "The Midnight Gospel".

## Kariera
Duncan Trussell to stand-uper, podcaster, scenarzysta i aktor. Pisał teksty oraz pojawił się w dwóch sezonach "Stupidface" produkcji Fuel TV, w "La La Land" produkcji Showtime, w "Nick Swardson's Pretend Time" produkcji Comedy Central oraz obu sezonów serii HBO "Funny or Die Presents".
Regularnie podróżuje jako komik, ma za sobą występy na festiwalu "Just for Laughs" w Montrealu oraz na festiwalu komediowym Moontower w Austin, TX.

### Telewizja
Jego telewizyjne osiągnięcia obejmują produkcje MADtv i Curb Your Enthusiasm. Był gospodarzem "Thunderbrain", pilota odcinka naukowego dla Comedy Central. Ponadto Duncan pojawił się w "Adventure Time" produkcji Cartoon Network oraz w czterech odcinkach serialu internetowego z serii "Funny or Die" pt. „Tesla & Edison”, „Great Escape”, „Drugs” i „Whistleblowers”  a także wystąpił w Comedy Central, odcinku "This is Not Happening". Był konsultantem w sprawach przygotowania tekstów dla Jasona Sudekisa podczas MTV Movie Awards 2011.
Duncan podłożył również głos postaci Dave'a, jednej z trzech ciem, w animowanej produkcji HBO autorstwa Mike'a Luciano i Philip'a Matarese pt. "Animals".

### Podcast
Współprowadził podcast "The Lawender Hour" z Natashą Leggero do stycznia 2012 r. Duncan obecnie jest gospodarzem własnego podcastu: "The Duncan Trussell Family Hour" (DTFH). DTFH to projekt, w którym Trussell zaprasza gości na luźną, około godzinną rozmowę. Dyskusja różni się znacznie w zależności od gościa, ale często powracające tematy obejmują używanie psychodelików i buddyzm. Wśród zaproszonych gości znajdują się Joe Rogan, Dan Harmon, Joey Diaz, Ram Dass, Tim Ferriss, Lou Barlow, Bert Kreischer, Alex Gray, Rick Doblin, Natasha Leggero, Graham Hancock, Abby Martin, Dr. Drew, Daniele Bolelli oraz Christopher Ryan. Na dzień 25 kwietnia 2020 r. miało miejsce 381 odcinków DTFH.

### The Midnight Gospel
Wybrane fragmenty z odcinków tego podcastu zostały zaadaptowane do animowanego serialu Netflix pt. "The Midnight Gospel" w reżyserii Pendletona Warda. Główny bohater tej animacji Clancy, podróżuje za pomocą symulatora światów po różnych alternatywnych rzeczywistościach, przeprowadzając rozmowy z napotkanymi postaciami i zadając pytania egzystencjalne, porusza tematy życia, śmierci i wszystkiego pomiędzy.

## Życie osobiste
- Dorastał w Północnej Karolinie, posiada starszego brata Jeffa, a jego rodzice to Deneen Fendig i Julian Trussell.

27 czerwca 2018 r. Trussell ogłosił w podcaście The Joe Rogan Experience, że będzie ojcem. Urodził mu się syn.
14 grudnia 2012 r. Trussell ogłosił, że zdiagnozowano u niego raka jąder. Duncan został skutecznie uleczony z raka.